# Eric Weinrich
Eric John Weinrich (ur. 19 grudnia 1966 roku w Roanoke w stanie Wirginia w USA) – amerykański zawodowy hokeista na lodzie.

## Kariera zawodnicza
W latach 1988–2006 występował w lidze NHL na pozycji obrońcy. Wybrany z numerem (32) w drugiej rundzie draftu NHL w 1985 roku przez New Jersey Devils. Grał w drużynach: New Jersey Devils, Hartford Whalers, Chicago Blackhawks, Montreal Canadiens, Boston Bruins, Philadelphia Flyers oraz Vancouver Canucks.
W sezonach zasadniczych NHL rozegrał łącznie 1157 spotkań, w których strzelił 70 bramek oraz zaliczył 318 asyst. W klasyfikacji kanadyjskiej zdobył więc razem 388 punktów. 825 minut spędził na ławce kar. W play-offach NHL brał udział 11-krotnie. Rozegrał w nich łącznie 81 spotkań, w których strzelił 6 bramek oraz zaliczył 23 asysty, co w klasyfikacji kanadyjskiej daje razem - 29 punktów. 67 minut spędził na ławce kar.

## Sukcesy
Indywidualne
- Eddie Shore Award: 1990